# Paul Schaaf

Paul Schaaf

Paul Wilhelm Schaaf (* 16. September 1888 in Canena; † 1979) war ein deutscher Politiker (NSDAP).

## Leben und Wirken
Nach dem Besuch der Mittelschule in Halle (Saale) trat Schaaf als Postgehilfe 1905 in den Dienst der Post- und Telegraphenverwaltung ein. In den 1930er Jahren erreichte er den Rang eines Oberpostinspektors beim Postamt Dresden-A 1.
In der Zeit vor dem Ersten Weltkrieg war Schaaf ehrenamtlich im Beamtenorganisations- und Sportsleben tätig. 
Am 1. März 1930 trat Schaaf in die NSDAP ein. In ihr übernahm er zunächst in den Jahren 1930 bis 1931 Aufgaben als Selektionsleiter in Leipzig. Am 24. September 1931 wurde er mit den Aufgaben des Gausachbearbeiters für Beamtenfragen ernannt. Später folgte die Ernennung zum Gauamtsleiter des Amtes für Beamte und Gauwalter des Reichsbundes der Deutschen Beamten im Gau Sachsen. Darüber hinaus trat Schaaf als Gauredner sowie als Reichsfachredner auf und war Mitglied der Arbeitskammer Sachsen. 
Von 1932 bis 1933 war Schaaf Mitglied des Sächsischen Landtages. Anschließend saß er vom 12. November 1933 bis zum Ende der NS-Herrschaft im Frühjahr 1945 als Abgeordneter für den Wahlkreis 29 (Leipzig) im nationalsozialistischen Reichstag.